# Encinitas
Encinitas – miasto w Stanach Zjednoczonych, w stanie Kalifornia, w hrabstwie San Diego. Według spisu ludności, przeprowadzonego w 2010 r. przez United States Census Bureau, populacja miasta wynosiła 59 518 mieszkańców.
21 lutego 2003 w tej miejscowości zmarła Nora Ney, polska aktorka pochodzenia żydowskiego.